# Grotte dans le parc de la Villa d'Este
Grotte dans le parc de la Villa d'Este est une huile sur toile du peintre allemand Carl Blechen (1798-1840), réalisée lors de son premier séjour à Rome en 1828-1829. Elle est aujourd'hui conservée au château de Branice, dans le Sud de la Pologne.

## Contenu
Ce tableau montre une partie seulement de la fontaine délabrée de la Villa d'Este. Pourtant il suggère la grandeur des jardins de cette villa de la Renaissance, dans lesquels étaient situés d'autres grottes, des jeux d'eau et, comme point d'orgue, un orgue hydraulique. Lorsque Carl Blechen a séjourné en Italie, le parc était en friche et loin de la forme ornementale dans laquelle il avait été créé au XVIe siècle.

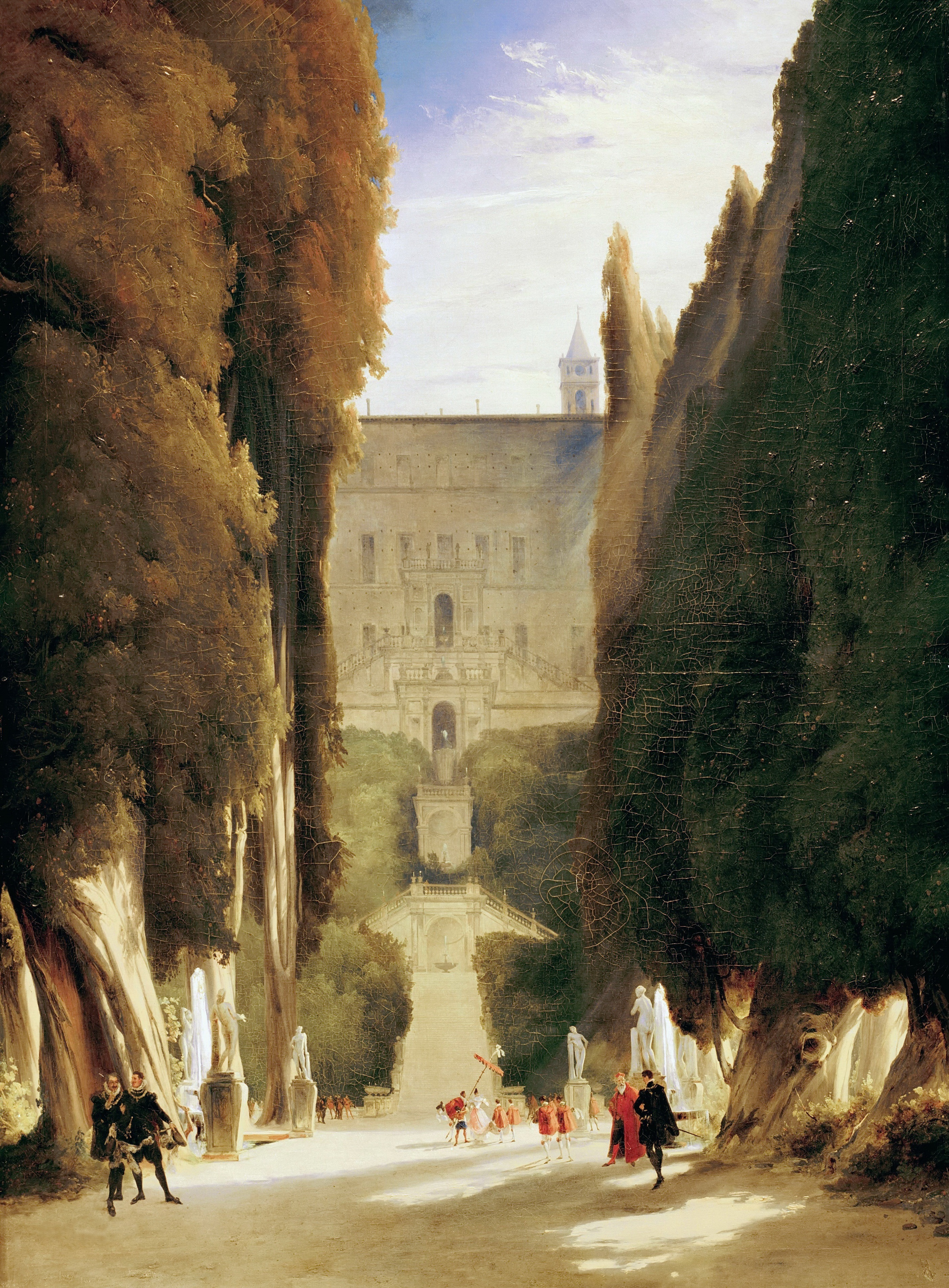
Carl Blechen, Dans le parc de la Villa d’Este, 1830.

Les grottes sont très sombres et le spectateur ne peut pas voir ce qui y est caché. Sur les corniches et les bords de la grotte, scintillent cependant des reflets de lumière, de sorte qu'une oscillation est créée entre la lumière et l'obscurité.